# James Gascoyne-Cecil
James Brownlow William Gascoyne-Cecil (17 avril 1791 - 12 avril 1868), appelé vicomte de Cranborne jusqu'en 1823 puis marquis de Salisbury, est un homme politique conservateur britannique. Il occupe le poste de Lord du sceau privé sous le comte de Derby en 1852 et de Lord président du Conseil entre 1858 et 1859. Il est le père de Robert Arthur Talbot Gascoyne-Cecil, trois fois premier ministre du Royaume-Uni et le grand-père d'Arthur Balfour, qui est également premier ministre.

## Biographie
Il est le fils de James Cecil (1er marquis de Salisbury), et de Emily Mary Hill, fille de Wills Hill, 1er marquis de Downshire.
Il entre à la Chambre des communes en 1813 en tant que député de Weymouth et de Melcombe Regis, poste qu'il occupe jusqu'en 1817, puis siège pour Hertford de 1817 à 1823.
La dernière année, il succède à son père comme marquis et entre à la Chambre des lords. Il sert dans les deux premiers cabinets du comte de Derby comme Lord du sceau privé en 1852 et en tant que Lord président du Conseil entre 1858 et 1859. Il est admis au Conseil privé en 1826 et fait chevalier de la jarretière en 1842.
Outre sa carrière politique, il est également Lord Lieutenant du Middlesex entre 1841 et 1868.

## Famille
James Gascoyne-Cecil s'est marié deux fois. Le 2 février 1821 avec Frances Mary Gascoyne (née le 25 janvier 1802, décédée le 15 octobre 1839), fille de Bamber Gascoyne de Childwall Hall, dans le Lancashire, et de son épouse Sarah Bridget Frances Price. Une biographie d'elle par Carola Oman est parue en 1966. Le couple a six enfants, dont :
- James Emilius William Evelyn Gascoyne-Cecil, vicomte de Cranborne (29 octobre 1821 - 14 juin 1865), décédé non marié.
- Mildred Arabella Charlotte Gascoyne-Cecil (21 octobre 1822 - 18 mars 1881) épouse Alexander Beresford Hope.
- Arthur Gascoyne-Cecil (19 décembre 1823 - 25 avril 1825) est mort en bas âge.
- Blanche Mary Harriet (5 mars 1825 - 16 mai 1872) épouse James Maitland Balfour, mère du premier ministre Arthur Balfour.
- Robert Arthur Talbot Gascoyne-Cecil, 3e marquis de Salisbury (3 février 1830 - 22 août 1903), Premier ministre du Royaume-Uni à trois reprises entre 1885 et 1902, épouse Georgina Alderson.
- Eustace Cecil (24 avril 1834 - 3 juillet 1921), épousa lady Gertrude Louisa Scott.

Il se remarie le 29 avril 1847 avec Mary Catherine Sackville-West (en), fille de George Sackville-West (5e comte De La Warr) et Elizabeth, comtesse De La Warr, avec qui il a cinq enfants :
- Sackville Arthur Cecil (16 mars 1848 - 29 janvier 1898) est décédé célibataire.
- Mary Arabella Arthur Cecil (26 avril 1850 - 18 août 1903) épouse Alan Stewart (10e comte de Galloway).
- Margaret Elizabeth Cecil (1850 - 11 mars 1919) est décédée non mariée.
- Arthur Cecil (3 juillet 1851 - 16 juillet 1913) épouse Elizabeth Ann Wilson et a des enfants; il épouse ensuite Frederica von Klenck.
- Lionel Cecil (21 mars 1853 - 13 janvier 1901) décède célibataire.

James Gascoyne-Cecil est décédé en avril 1868, à l'âge de 76 ans, et son troisième fils survivant, Robert, lui succède comme marquis. La marquise de Salisbury est décédée en décembre 1900.

## Distinctions
- Ordre de la Jarretière